# DFB-Pokal 1999/2000
Die DFB-Pokal Hauptrunde 1999/2000 wurde trotz eines nur 64 Mannschaften starken Teilnehmerfeldes mit einer zusätzlichen Runde ausgetragen. Die Bundesligamannschaften, die an europäischen Wettbewerben teilnahmen, hatten in den ersten beiden Runden spielfrei und sollten dadurch entlastet werden. Um dies zu ermöglichen, wurde eine zusätzliche Runde notwendig. Der DFB kehrte allerdings schon in der nächsten Hauptrunde zum alten Modus zurück.
DFB-Pokalsieger 2000 war der FC Bayern München. Im Endspiel im Olympiastadion Berlin siegte Bayern München am 6. Mai 2000 3:0 gegen Werder Bremen. In der Neuauflage der Finalpaarung des vorangegangenen Jahres bestimmte der Favorit den Spielverlauf deutlich und ließ dem Außenseiter keine Chance auf eine Wiederholung des Erfolgs von 1999. Die Führung fiel nach fast einer Stunde.
Da die Bayern an der UEFA Champions League 2000/01 teilnahmen, die sie gewannen, konnte Werder im UEFA-Pokal 2000/01 starten, scheiterte aber in der 3. Runde an Girondins Bordeaux.
Torschützenkönig wurde Adnan Kevrić von den Stuttgarter Kickers mit acht Treffern.

## 1. Hauptrunde
| Datum                    |                    | Ergebnis              |                          |
| ------------------------ | ------------------ | --------------------- | ------------------------ |
| Sa 31.07.1999, 14:30 Uhr | SC Verl            | 0:0 n. V. (6:5 i. E.) | Borussia Mönchengladbach |
| Sa 31.07.1999, 15:30 Uhr | FC Carl Zeiss Jena | 1:2                   | SpVgg Greuther Fürth     |
| Sa 31.07.1999, 15:30 Uhr | VFC Plauen         | 1:0                   | Alemannia Aachen         |
| Sa 31.07.1999, 15:30 Uhr | VfL Hamm/Sieg      | 0:4                   | Stuttgarter Kickers      |
| Sa 31.07.1999, 15:30 Uhr | FC Singen 04       | 3:2                   | Rot-Weiß Oberhausen      |
| Sa 31.07.1999, 15:30 Uhr | SV Darmstadt 98    | 2:4                   | Chemnitzer FC            |
| Sa 31.07.1999, 15:30 Uhr | VfL Osnabrück      | 0:1                   | Energie Cottbus          |
| So 01.08.1999, 14:30 Uhr | Fortuna Düsseldorf | 2:0                   | 1. FC Nürnberg           |
| So 01.08.1999, 15:00 Uhr | Wuppertaler SV     | 1:2                   | Kickers Offenbach        |

Alle anderen Vereine hatten ein Freilos für die 2. Runde

## 2. Hauptrunde
| Datum                    |                           | Ergebnis              |                        |
| ------------------------ | ------------------------- | --------------------- | ---------------------- |
| Fr 06.08.1999, 18:00 Uhr | VfL Halle 96              | 1:2                   | 1. FSV Mainz 05        |
| Fr 06.08.1999, 18:30 Uhr | 1. SC Norderstedt         | 0:3                   | VfB Stuttgart          |
| Fr 06.08.1999, 18:30 Uhr | SSV Reutlingen 05         | 2:3                   | VfL Bochum             |
| Fr 06.08.1999, 19:00 Uhr | Eintracht Trier           | 1:1 n. V. (5:4 i. E.) | Karlsruher SC          |
| Fr 06.08.1999, 19:00 Uhr | KFC Uerdingen 05          | 0:4                   | Tennis Borussia Berlin |
| Fr 06.08.1999, 19:00 Uhr | FC Gütersloh              | 0:1                   | Energie Cottbus        |
| Sa 07.08.1999, 15:00 Uhr | SV Babelsberg 03          | 1:0                   | SpVgg Unterhaching     |
| Sa 07.08.1999, 15:30 Uhr | FK Pirmasens              | 0:3                   | TSV 1860 München       |
| Sa 07.08.1999, 15:30 Uhr | 1. FC Pforzheim           | 0:2                   | SC Freiburg            |
| Sa 07.08.1999, 15:30 Uhr | BFC Dynamo                | 0:2                   | Arminia Bielefeld      |
| Sa 07.08.1999, 15:30 Uhr | SV Werder Bremen Amateure | 3:1                   | SC Fortuna Köln        |
| Sa 07.08.1999, 15:30 Uhr | SG Wattenscheid 09        | 1:7                   | 1. FC Köln             |
| Sa 07.08.1999, 15:30 Uhr | SV Meppen                 | 2:1                   | Kickers Offenbach      |
| Sa 07.08.1999, 15:30 Uhr | VFC Plauen                | 1:2                   | Stuttgarter Kickers    |
| Sa 07.08.1999, 15:30 Uhr | FC Schönberg 95           | 0:3                   | SV Waldhof Mannheim    |
| Sa 07.08.1999, 15:30 Uhr | TuS 08 Langerwehe         | 0:6                   | Chemnitzer FC          |
| Sa 07.08.1999, 15:30 Uhr | FC Singen 04              | 1:3                   | SpVgg Greuther Fürth   |
| Sa 07.08.1999, 18:15 Uhr | SpVgg Landshut            | 0:2                   | Hansa Rostock          |
| So 08.08.1999, 14:30 Uhr | Fortuna Düsseldorf        | 0:2                   | SSV Ulm 1846           |
| So 08.08.1999, 15:30 Uhr | SC Verl                   | 0:4                   | Eintracht Frankfurt    |
| So 08.08.1999, 15:30 Uhr | TSV 1860 Rosenheim        | 1:2                   | FC St. Pauli           |
| So 08.08.1999, 15:00 Uhr | VfB Lübeck                | 0:1                   | Hannover 96            |
| Mo 09.08.1999, 18:00 Uhr | 1. FC Saarbrücken         | 0:1                   | FC Schalke 04          |

Aufgrund ihrer Teilnahme an den europäischen Wettbewerben hatten folgende Mannschaften für die 2. Runde ein Freilos: FC Bayern München, Bayer 04 Leverkusen, Hertha BSC, Borussia Dortmund, 1. FC Kaiserslautern, VfL Wolfsburg, Werder Bremen, Hamburger SV und MSV Duisburg.

## 3. Hauptrunde
| Datum                    |                           | Ergebnis              |                      |
| ------------------------ | ------------------------- | --------------------- | -------------------- |
| Di 12.10.1999, 15:00 Uhr | SV Babelsberg 03          | 2:4 n. V.             | SC Freiburg          |
| Di 12.10.1999, 18:00 Uhr | SV Waldhof Mannheim       | 3:2 n. V.             | Bayer 04 Leverkusen  |
| Di 12.10.1999, 19:30 Uhr | Werder Bremen             | 2:2 n. V. (4:3 i. E.) | 1. FC Kaiserslautern |
| Di 12.10.1999, 19:30 Uhr | Hannover 96               | 1:2                   | Arminia Bielefeld    |
| Di 12.10.1999, 19:30 Uhr | FC St. Pauli              | 0:2                   | SSV Ulm 1846         |
| Di 12.10.1999, 19:30 Uhr | Spvgg Greuther Fürth      | 1:3                   | Hansa Rostock        |
| Di 12.10.1999, 19:30 Uhr | Stuttgarter Kickers       | 3:1                   | Borussia Dortmund    |
| Di 12.10.1999, 20:00 Uhr | 1. FC Köln                | 2:1                   | Eintracht Frankfurt  |
| Mi 13.10.1999, 14:00 Uhr | SV Werder Bremen Amateure | 0:1                   | VfB Stuttgart        |
| Mi 13.10.1999, 15:00 Uhr | Chemnitzer FC             | 2:3                   | VfL Wolfsburg        |
| Mi 13.10.1999, 19:00 Uhr | VfL Bochum                | 1:1 n. V. (6:5 i. E.) | MSV Duisburg         |
| Mi 13.10.1999, 19:00 Uhr | Energie Cottbus           | 2:2 n. V. (5:4 i. E.) | FC Schalke 04        |
| Mi 13.10.1999, 19:00 Uhr | SV Meppen                 | 1:4                   | FC Bayern München    |
| Mi 13.10.1999, 19:00 Uhr | Eintracht Trier           | 2:1                   | TSV München 1860     |
| Mi 13.10.1999, 19:30 Uhr | 1. FSV Mainz 05           | 2:0                   | Hamburger SV         |
| Mi 13.10.1999, 20:30 Uhr | Tennis Borussia Berlin    | 2:3 n. V.             | Hertha BSC           |

## Achtelfinale
| Datum                    |                     | Ergebnis  |                   |
| ------------------------ | ------------------- | --------- | ----------------- |
| Di 30.11.1999, 19:00 Uhr | SC Freiburg         | 2:0       | Energie Cottbus   |
| Di 30.11.1999, 19:00 Uhr | Eintracht Trier     | 0:4       | Hansa Rostock     |
| Di 30.11.1999, 19:30 Uhr | 1. FSV Mainz 05     | 2:1 n. V. | Hertha BSC        |
| Di 30.11.1999, 19:30 Uhr | VfB Stuttgart       | 4:0       | 1. FC Köln        |
| Mi 01.12.1999, 19:30 Uhr | Werder Bremen       | 2:1       | SSV Ulm 1846      |
| Mi 01.12.1999, 19:30 Uhr | Waldhof Mannheim    | 0:3       | FC Bayern München |
| Mi 01.12.1999, 19:30 Uhr | Stuttgarter Kickers | 3:2 n. V. | Arminia Bielefeld |
| Mi 01.12.1999, 19:30 Uhr | VfL Bochum          | 5:4       | VfL Wolfsburg     |

## Viertelfinale
| Datum                    |                     | Ergebnis |                 |
| ------------------------ | ------------------- | -------- | --------------- |
| Di 21.12.1999, 20:30 Uhr | VfL Bochum          | 1:2      | Werder Bremen   |
| Mi 22.12.1999, 19:00 Uhr | Hansa Rostock       | 2:1      | VfB Stuttgart   |
| Mi 22.12.1999, 19:00 Uhr | Stuttgarter Kickers | 1:0      | SC Freiburg     |
| Mi 22.12.1999, 19:00 Uhr | FC Bayern München   | 3:0      | 1. FSV Mainz 05 |

## Halbfinale
| Datum                    |                   | Ergebnis  |                     |
| ------------------------ | ----------------- | --------- | ------------------- |
| Di 15.02.2000, 20:30 Uhr | Werder Bremen     | 2:1 n. V. | Stuttgarter Kickers |
| Mi 16.02.2000, 20:30 Uhr | FC Bayern München | 3:2       | Hansa Rostock       |

## Finale
| Paarung           | Werder Bremen – FC Bayern München |
| Ergebnis          | 0:3 (0:0) |
| Datum             | 6. Mai 2000 um 19:30 Uhr |
| Stadion           | Olympiastadion, Berlin |
| Zuschauer         | 76.000 (ausverkauft) |
| Schiedsrichter    | Alfons Berg (Konz-Niedermennig) |
| Tore              | 0:1 Élber (57.) 0:2 Sérgio (83.) 0:3 Scholl (90.) |
| Werder Bremen     | Frank Rost – Torsten Frings, Mike Barten, Frank Baumann, Andree Wiedener (15. Viktor Skripnik) – Dieter Eilts (64. Dirk Flock), Bernhard Trares (71. Raphael Wicky), Marco Bode – Andreas Herzog – Aílton, Claudio Pizarro Cheftrainer: Thomas Schaaf                          |
| FC Bayern München | Oliver Kahn – Markus Babbel, Patrik Andersson, Samuel Kuffour, Michael Tarnat – Hasan Salihamidžić, Stefan Effenberg (81. Thorsten Fink), Jens Jeremies – Paulo Sérgio, Carsten Jancker (74. Roque Santa Cruz), Giovane Élber (86. Mehmet Scholl) Cheftrainer: Ottmar Hitzfeld |
| Gelbe Karten      | Aílton, Wiedener, Rost, Herzog, Trares, Frings – Jeremies, Elber, Salihamidžić, Effenberg |